# 福山市立女子短期大学
福山市立女子短期大学（日语：／ Fukuyama Shiritsu Joshi Tanki Daigaku *）是过去一所位于日本广岛县福山市的公立短期大学。

## 概要

### 简介
- 学校最早可以追溯到1896年[1][2]。短期大学为于1963年开办[2]由学校法人增川学园经营到1974年3月、以后福山市经营。招生到于2010年、停办于2012年[3]。

### 历史
- 1963年 福山女子短期大学成立由学校法人增川学园并同时设置两个学科、以下列举。
  - 家政科
  - 保育科
- 1974年 经营的基础移交给福山市。因为于改编为福山市立女子短期大学。
- 1990年 家政科改编为生活科学科、分离为四个专攻、以下列举。
  - 生活学专攻
  - 生活文化专攻（改名为社会生活专攻于2002年）
  - 生活教养专攻（改名为生活创造专攻于2002年）
  - 生活福利专攻[注 2]（改名为生活保健专攻于2000年）
- 2000年 生活福利专攻[注 3]成立于生活科学科。
- 2010年 最后一年招生、次年停止招生（正式停办于2012年3月31日[3]）。

## 学校环境
- 校区：在了广岛县福山市[注 1]

## 历任校长
- ：第一代短期大学校长[2]
- ：最后短期大学校长[3]

## 组织

### 学科
- 生活科学科 
  - 生活学专攻
  - 社会生活专攻
  - 生活创造专攻
  - 生活保健专攻
  - 生活福利专攻
- 保育科

### 专科
| - 没有 |

### 业余课程
| - 没有 |

### 附属学校
- 幼儿园：前福山市立女子短期大学附属幼儿园、改名为福山市立大学附属幼儿园于2011年4月[2]

## 相关链接
- 日本短期大学列表
- 福山市立大学